# László Kamuti
László Kamuti (né le 13 janvier 1940 à Budapest (Hongrie) et mort le 27 août 2020 à Budapest (Hongrie),) est un escrimeur hongrois pratiquant le fleuret.
Il remporte 4 médailles lors des Championnats du monde. C’est le frère de Jenő Kamuti.

## Palmarès
- Championnats du monde
  -  Médaille d'argent en fleuret par équipes en  1961 à Turin
  -  Médaille d'argent en fleuret par équipes en  1962 à Buenos Aires
  -  Médaille d'argent en fleuret par équipes en  1966 à Moscou
  -  Médaille d'argent en fleuret par équipes en  1970 à Ankara

- Championnats du monde juniors
  -  Médaille d'or en fleuret individuel en 1960 à Léningrad

- Championnats de Hongrie
  -  Médaille d'or en fleuret individuel en 1961, 1963, 1965 et 1969